# 消息日報

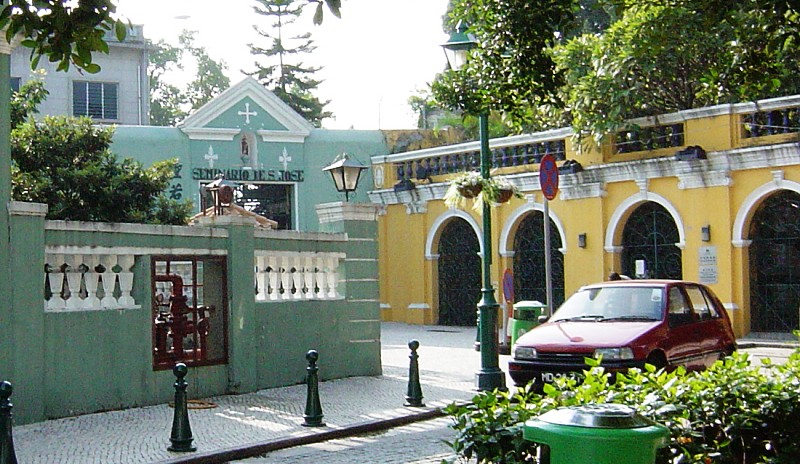
《消息日報》的編寫地點聖若瑟修院（右邊綠色建築）

《消息日報》（葡萄牙語：Diário Noticioso），或譯《消息報》，是澳門一份由拉匝祿修士若阿金·若澤·萊特（葡萄牙語：Joaquim José Leite）於澳門聖若瑟修院編寫的報刊。該報創刊於1807年6月4日，於1843年10月3日停刊，一共存續了37年和記錄了1139條消息，該報發佈的訊息包括當時聖若瑟修院的內部消息、天主教中國教區和亞洲各教區的消息，以及發生在中國內地和澳門、亞洲以至歐洲的重要新聞。
《消息日報》的原件尚未被發現，據學者研究，該報應該是以手稿形式發布，並且只在修道院及少數有關部門和群體內流傳，並沒有正式印刷出版，屬於非公開發行的報刊:110, 207。《消息日報》亦是目前可證的澳門第一份報紙。

## 歷史
1801年，拉匝祿修士若阿金·若澤·萊特以傳教士的身份抵達澳門，他後來在聖若瑟修道院擔任院長。1807年6月4日，萊特在修道院創辦《消息日報》，一直不定時發行至1843年為止。
《消息日報》一共記錄了1139條消息，這些消息可分為兩大類，分別是教會消息和社會大事，前者的消息較為簡略，主要是記述了修道院裡的日常生活、中國和亞洲各教區中的人事消息和對不同教區內所面對的問題的介紹等；後者的消息較為詳細，包括了中國內地、亞洲以至歐洲大事的新聞。這些消息都是以類似現代新聞學的客觀消息方式寫成:104-113。

## 學界研究
早期的歷史學家一般認為創刊於1822年9月12日的《蜜蜂華報》是「中國領土上出版的第一份近代報紙」和「澳門歷史上第一份報紙」，其重要證據之一是葡萄牙王國在1737年頒佈的「禁止海外出版書報法令」和1768年頒佈的「新聞檢查制度」，規定了只有在葡萄牙本土才可以進行合法出版工作，到了1820年，葡萄牙的帝制被君主立憲制度取代，兩項法令被廢除，葡萄牙的海外領土才有報紙和其他出版物出版。
2015年，新聞學學者林玉鳳指出，澳門在1822年前已有大量出版活動，證明了相關禁令並沒有被當時的澳葡政府嚴格地執行，而聖若瑟修道院早於1815年就已經不遵守出版禁令。此外，1818年時澳門首席法官亞利鴉架（葡萄牙語：Miguel da Arriaga Brumda Silveira，又稱雅廉訪）曾致函葡萄牙本土，為聖若瑟修道院申請出版許可，翌年得到批准。她指出該細節以往在史學界裡沒有被留意:104-113。